# ホノルル酒造製氷
ホノルル酒造製氷（ホノルルしゅぞうせいひょう、英: Honolulu Sake Brewing & Ice Co.）は、かつてハワイ州のホノルルで日本酒の醸造を行っていた企業である。

## 歴史
初めてハワイに日本の醸造生産物が持ち込まれたのは1868年（慶応4年）4月に横浜港を出港した、イギリスの移民船「サイオト号」で、153人の移民とともに味噌や醤油が運ばれたが、日本酒が積み込まれた記録はない。初めて日本酒がハワイに輸入されたのは1888年（明治21年）、白人が経営していた酒屋のマクハレン商会であった。日本人による取り扱いは1890年の小倉商店が最初であったが、繁盛はしなかったようである。第1回の移民船でハワイに渡り移民監督官を務めていた木村斉次が、1893年に監督官を退いて木村商店を立ち上げ、小倉商店のライセンスを買収して菊正宗の輸入を始めた。
1898年、ハワイがアメリカ合衆国に併合されるとともに契約移民が廃止。1908年に新移民禁止の日米紳士協約が締結されるまで出入国自由な状態が続き、移民は増加した。それに伴い日本酒の需要も増加したが、日本から輸入した場合の関税は1ガロン当たり50セントと高額で、1ドル75セント - 2ドル25セント程度で販売されていた。ビールの関税は1バレル（約31ガロン）当たり1ドルで、ハワイとアメリカ合衆国本土の輸入商が「発酵醸造酒である日本酒もこれと同率にすべきであると」アメリカの税務当局を相手取って訴訟を起こしたが、敗訴に終わった。1880年代から日本酒の保存料にサリチル酸が使用されていたが、1908年にアメリカ当局はサリチル酸を添加した清酒の輸入を禁止したことにより、輸送上の品質劣化の問題も生じた。
広島県出身の住田多次郎は1899年に16歳でハワイに渡り、1904年に雑貨商を開いた。1901年にカリフォルニア州バークレーで副島八郎が興したJapan Brewing Co.が成功していることを知り、ハワイでも酒造りが可能で、安価な日本酒を提供するとともに日系人による新たな産業を生み出せるのではないかと考えた。住田が社長、岩永知一が支配人となり、酒の卸商や商店主5人により、1908年（明治41年）9月3日、タンタラスの丘にほど近いパウオア・バレーに「Honolulu Japanese Sake Brewing Co.（ホノルル日本酒醸造会社）」を設立した。定款には日本酒のほか、味噌・醤油の製造や、製氷事業を行う旨を盛り込んだ。このことが、のちの禁酒法時代や第二次世界大戦中に会社を支えることになる。タンタラスの山奥に酒造用の水源を得ることができ、鉄管を敷設して酒蔵に引き込んだ。日本の醸造技術者の江田鎌治郎は1909年に、酒の仕込みの際に乳酸を添加する「速醸酛」を開発したが、ホノルル日本酒醸造の会計伝票には1908年12月から禁酒法が施行される1918年まで、酒の生産量に比例した乳酸の購入記録が残る。山田正一によると、江田の研究とは別個に使用されたものと推測される。設立初年の12月30日には「宝島」の銘柄で日本酒の販売を始めたが、ハワイ諸島の暑い気候は日本酒造りには過酷で、腐敗による返品が相次いだ。住田は2万5千ドルの銀行融資を得てアンモニア圧縮式冷蔵設備を備えた酒蔵を設けた。ホノルル日本酒醸造の独占は続かず、1909年1月に「Hilo Sake Brewery（ヒロ酒造）」、1913年5月には「Hawaii Seishu. Kwaisha, Ltd.（布哇清酒会社）」の競合会社が現れた。
全米禁酒法は1920年1月16日に施行されたが、それ以前から48州中18州で、何らかの形で禁酒令が施行されていた。ハワイ準州もその一つで、1918年6月18日からホノルル日本酒醸造ほか2社は日本酒の製造禁止命令を受けた。ヒロ酒造と布哇清酒はこの時に廃業したが、ホノルル日本酒醸造は設立当初より定款に定めていた製氷事業を行うことにより窮地をしのぐことができた。禁酒法が施行されている間に、社名を「Honolulu Sake Brewing & Ice Co.（ホノルル酒造製氷会社）」に変更している。1933年12月に禁酒法が撤廃されると、新たな銘柄「宝正宗」を含め、日本酒造りを再開。経営再建には、多次郎の実弟の住田代蔵の協力を得た。1939年には炭酸ガス封入方式による発泡日本酒「ポロチャンピオン」の発売を開始した。
1941年の真珠湾攻撃以後は酒の醸造のための米の使用が禁止され、日本からの味噌・醤油の輸入も停止したことから、日本酒の製造中止を余儀なくされた酒造会社が醤油の製造に転向したほか、味噌・醤油の醸造会社が多く設立された。ホノルル酒造製氷も「ダイヤモンド醤油」「ダイヤモンドテリヤキソース」などを製造した。戦時中は軍部の食料保管庫として接収されたが、1947年より三たび、酒造りを始めた。
1986年、「Takara Sake USA Inc. （米国宝酒造）」の傘下に入る。1989年まで醸造所が残っていたが、道路用地となるため解体された。Honolulu Sake Brewing Co.,ltd.の法人格は米国宝酒造の所在地に現存し、「宝正宗（ラベルは寶正宗の旧字体表記）」は米国宝酒造より販売されている。

## 技術と製品
ホノルル日本酒醸造は、数々の先進的な技術を採り入れていた。1908年に開設した酒蔵は冷蔵設備を備えており、これは世界初であった。日本では1927年の京都伏見の月桂冠昭和蔵、四季醸造が可能な蔵はいずれも1961年に完成した黎明酒造と月桂冠大手蔵が初となる。設立初期から醸造時に乳酸を添加しているが、江田鎌治郎が「速醸酛」を開発したのとほぼ同時期のことである。日本では戦後に木桶から琺瑯製の醸造タンクに移り変わりつつあったが、同社では1947年にステンレス鋼製のタンクを採用している。第二次世界大戦以前は日本の米を使用していたが、戦後にはカリフォルニア米に適した醸造技術を開発。1959年には、醸造試験所出身の二瓶孝夫が協会6号酵母の泡なし株の分離・実用化に成功した。低泡酵母はタンクの使用効率向上に寄与する。日本では1966年に秋山裕一により、協会7号酵母の泡なし酵母が実用化されている。
発泡日本酒の製造も先駆的であり、1939年には日本酒に少量のワインとグレープ・ライム・オレンジの香料を添加し、炭酸ガスを封入した「ポロチャンピオン」を発売した。戦争により製造中止を余儀なくされたが、戦後はパイナップルなどのトロピカルな香料を使用し、シャンパンのような美麗な包装を施した「ポリネシアン・チャンピオン」として販売を再開した。
清酒の銘柄には、同社で初の酒となる「宝島」のほか「正宗」「大黒正宗」、「宝娘」などがあり、禁酒法撤廃後は「宝正宗」が加わった。このブランド名が、宝酒造が同社を買収する動機ともなり、米国宝酒造で販売を継続している。